# Mackin-Apollo (cràter)
Mackin és un petit cràter d'impacte lunar situat a la vall Taurus-Littrow. Els astronautes Eugene Cernan i Harrison Schmitt van allunar al nord del cràter el 1972 durant la missió Apollo 17, però no el van visitar.

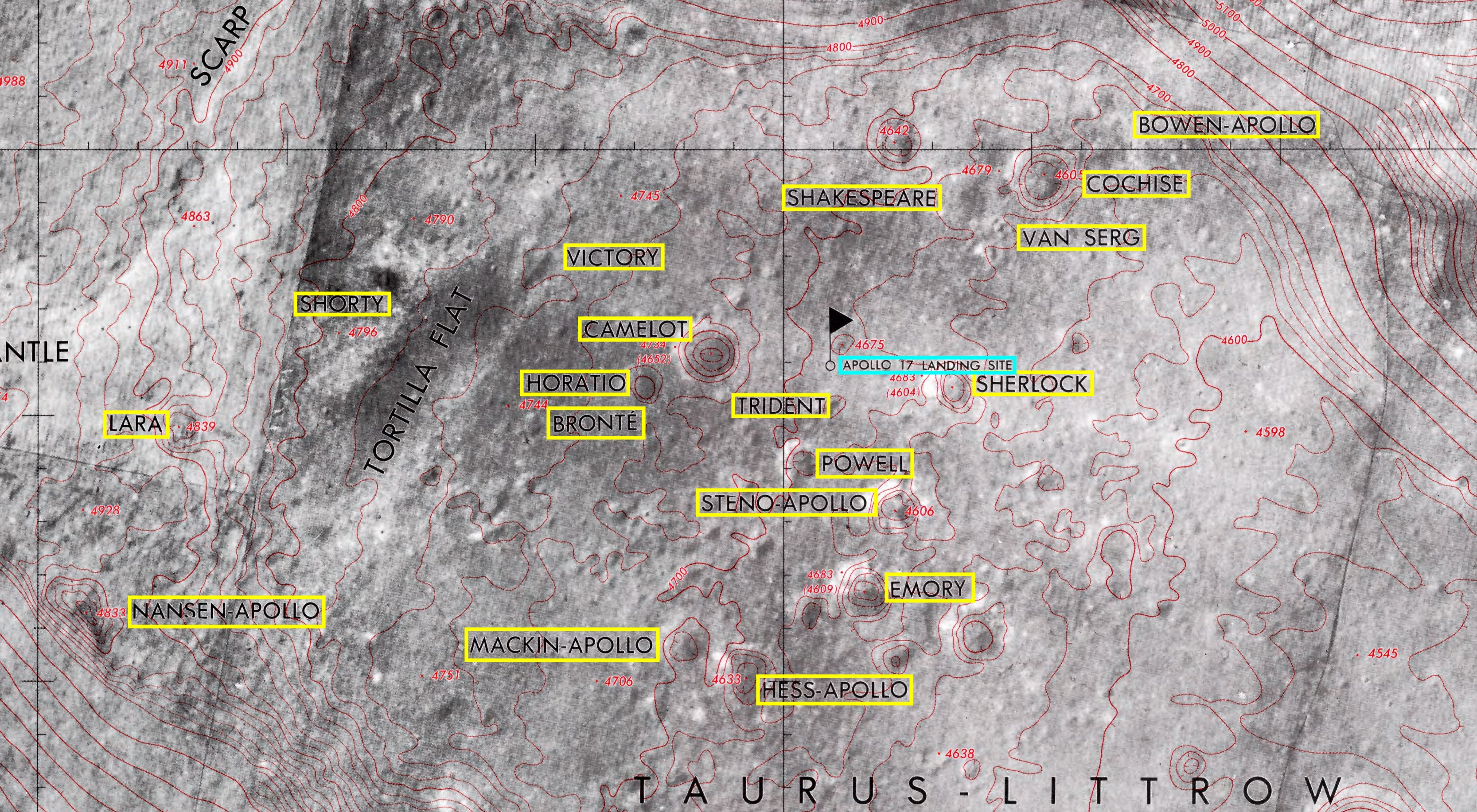
Localització de Mackin-Apollo (centre-inferior esquerra de la imatge)
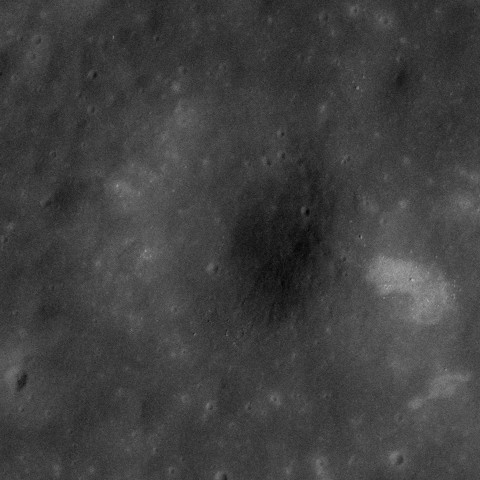
Vista panoràmica des de l'Apollo 17

Mackin es troba al costat del cràter de mida similar Hess. Al nord es localitza Camelot, al nord-oest estan Shorty i Lara, i a l'oest es troba Nansen. Al nord-est apareix Emory.

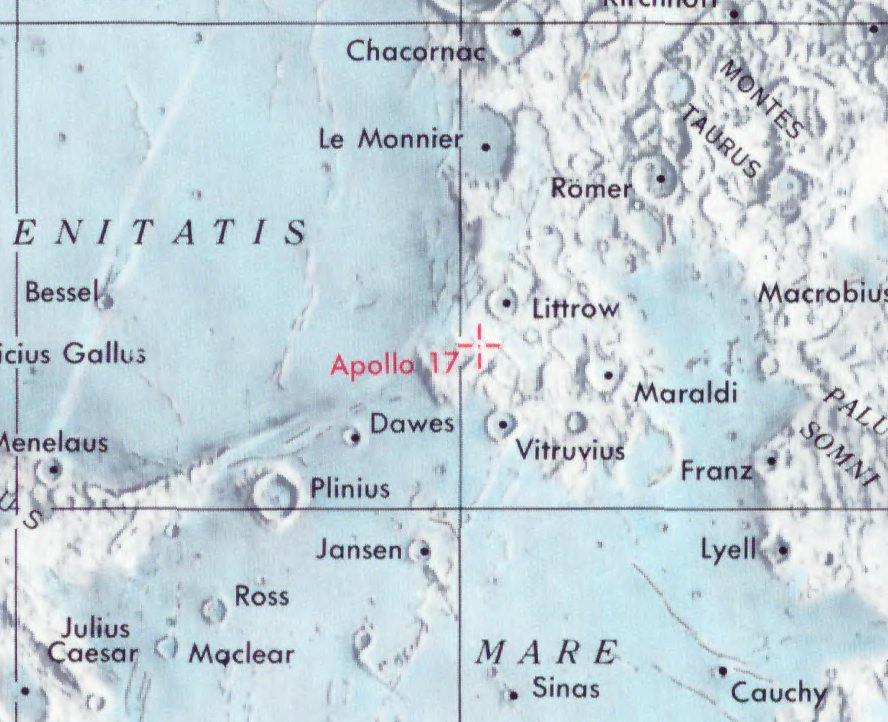
Lloc de l'allunatge de l'Apollo 17

## Denominació
El cràter, inicialment denominat Mackin-Apollo, va ser nomenat pels astronautes en referència al geòleg Joseph Hoover Mackin. La denominació té el seu origen en els topònims utilitzats al full a escala 1/50.000 del Lunar Topophotomap amb la referència 43D1S1 Apollo 17 Landing Area.